# (33466) Thomaslarson
1999 FE33 (asteroide 33466) é um asteroide da cintura principal. Possui uma excentricidade de 0.06269800 e uma inclinação de 6.52722º.
Este asteroide foi descoberto no dia 19 de março de 1999 por LINEAR em Socorro.